# جاك فولي (كرة سلة)
جاك فولي (بالإنجليزية: Jack Foley)‏ مواليد 19 أبريل 1939 في ورسستر، هو لاعب كرة سلة أمريكي سابق. بدأ مسيرته الاحترافية في سنة 1962. تم اختياره من قبل فريق بوسطن سيلتكس خلال الدرافت. يبلغ طوله 6 قدم 3 بوصة (1.9 م). اعتزل اللعب في 1963. لعب مع بوسطن سيلتكس ونيويورك نيكس.

## روابط خارجية
- جاك فولي على موقع إن بي أي (الإنجليزية)
- جاك فولي على موقع سبورتس رفرنس (الإنجليزية)
- جاك فولي على موقع كلية كرة السلة في سبورتس رفرنس.كوم (الإنجليزية)
- جاك فولي على موقع ريلجم (الإنجليزية)
- جاك فولي على موقع بروبوليرز (الإنجليزية)